# Лион, Йоэль
Раввин Йоэль (Джоэль) Лион (англ. Joel Lion ивр. יואל ליאון‎; род. 1964, Франция) — израильский дипломат, доктор философии, ортодоксальный раввин, посол Израиля на Украине (2018—2021). Владеет ивритом, английским, французским, немецким, люксембургским, а также говорит на идише и на русском языке.

## Биография
Родился в 1964 году во Франции. Сын евреев, переживших Холокост. Затем его семья переехала в Люксембург, в город Эш-сюр-Альзетт. В 1988 году он окончил Еврейский университет, факультет политологии. В 1998 году окончил Латвийский университет, факультет истории. Впоследствии окончил университет Бар-Илан, где получил степень доктора философии. Служил в ЦАХАЛе. После армейской службы работал в Министерстве по делам религий Израиля. С 2009 года работал консулом по вопросам СМИ при консульстве Израиля в Нью-Йорке. С 2011 по 2014 год был Генеральным консулом Израиля в Монреале.
С сентября 2016 года по октябрь 2017 года он был специальным посланником по вопросам Холокоста и возвращения еврейского имущества времён Холокоста. В этой должности он работал над координацией работы между WJRO и Государством Израиль.
Ранее с октября 2014 года по сентябрь 2016 года он был директором.
23 октября 2018 года Йоэль Лион вручил верительные грамоты президенту Украины Петру Порошенко.

## Специальные миссии

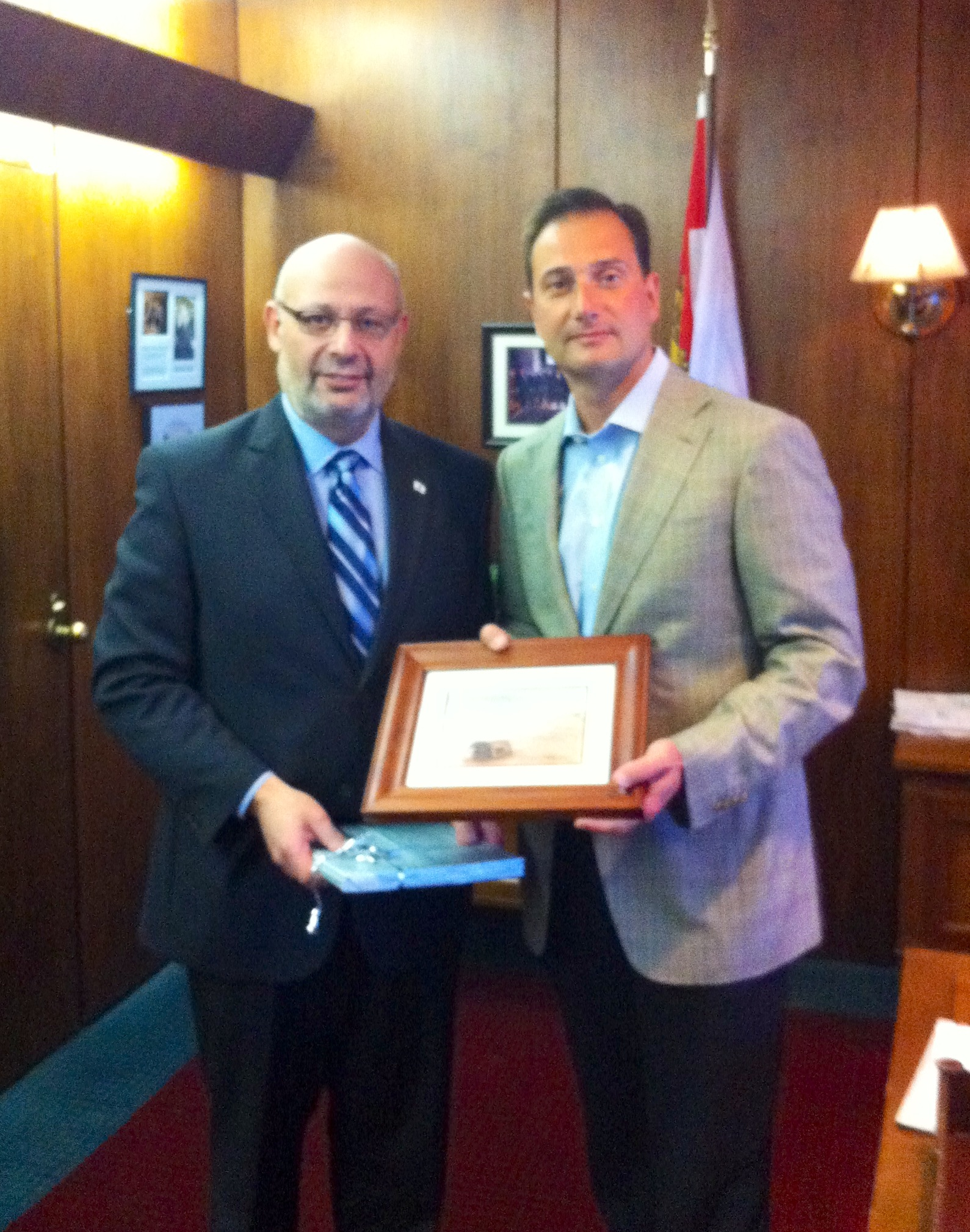
Генеральный консул Лион с премьер-министром острова Принца Эдуарда Робертом Гизом

В 1999 году он стал первым израильским официальным лицом, принявшим участие в миссии по наблюдению за выборами в составе Организации по безопасности и сотрудничеству в Европе.
В начале второй интифады в 2001 году г-н Лион работал пресс-секретарём специальной группы Министерства иностранных дел в Вифлееме.
Во время операции «Литой свинец» работал директором пресс-центра МИД в Сдероте.
Во время российско-украинской войны (2022) он возглавлял израильскую группу реагирования на чрезвычайные ситуации в Молдове, занимавшуюся кризисом украинских беженцев.

## Образование

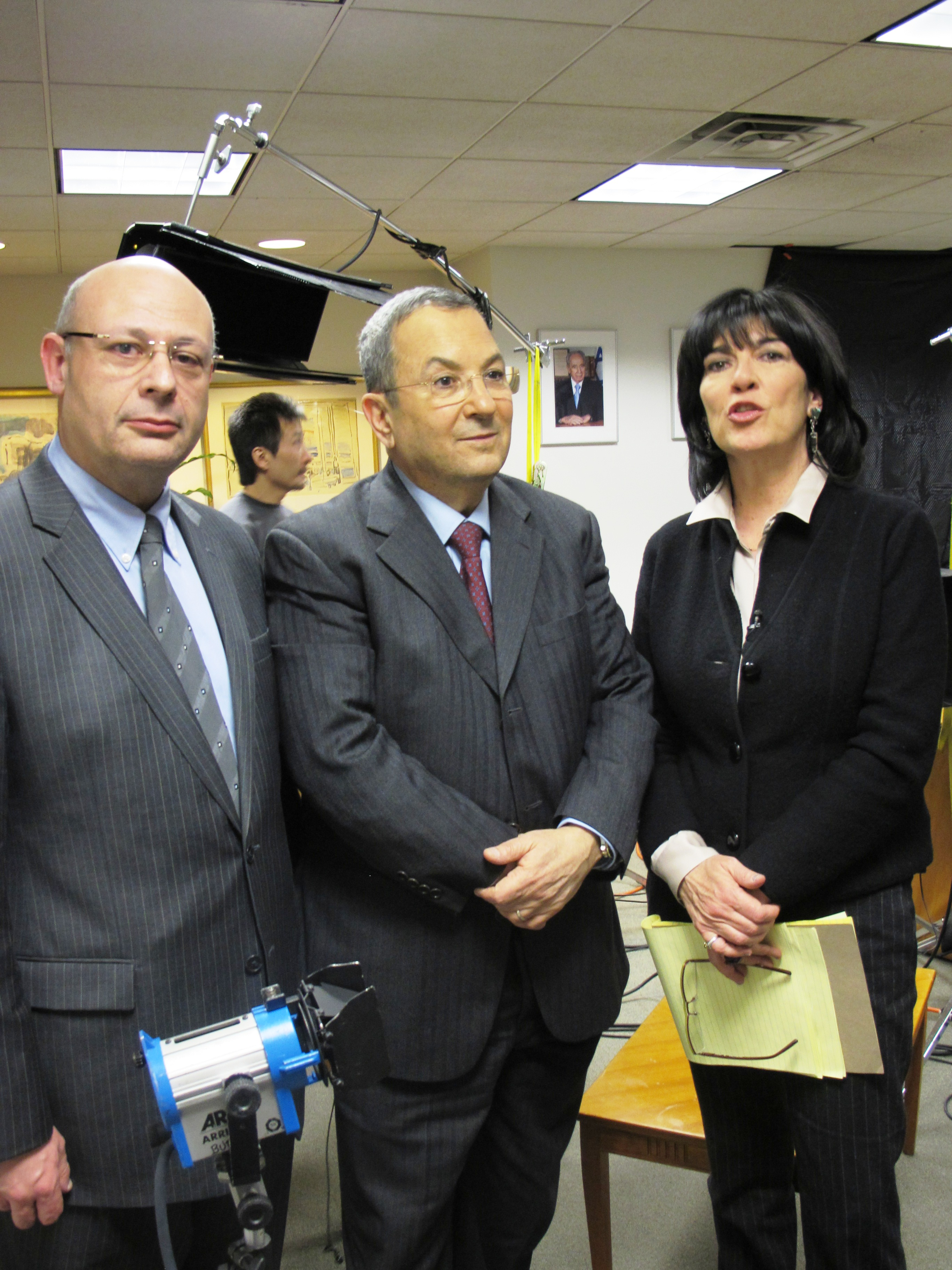
Йоэль Лион, министр обороны Израиля Эхуд Барак и репортёр ABC Кристиан Аманпур

В дополнение к своей дипломатической карьере Йоэль Лион имеет обширный академический опыт. Он получил степень бакалавра. получил степень магистра политических наук в Еврейском университете в 1988 году и степень магистра истории в Латвийском университете в 1998 году.
В настоящее время он является аспирантом на факультете исследований и археологии Земли Израиля имени Мартина (Шуша) Университета Бар-Илан.
Он был рукоположен в сан ортодоксального раввина раввином Даном Чанненом из ешиват Пирхей Шошаним и главным раввином города Холон раввином Элияху Йохананом Гур-Арие.
В 1995 году он прошел Международные учебные курсы по политике безопасности Федерального военного ведомства Швейцарии в Женеве.
Он свободно говорит на иврите, английском, французском, немецком, люксембургском, идиш и хорошо знает русский язык.